# Ladungsausgleich (Elektrostatik)
Von Ladungsausgleich spricht man in der Elektrostatik immer dann, wenn zwei oder mehrere, vorerst voneinander getrennte (isolierte) und unterschiedlich geladene Objekte mit einem elektrischen Leiter verbunden werden. Es kommt zum Ladungstransport durch den Leiter, sodass der ursprünglich vorhandene Potentialunterschied zwischen den Körpern verschwindet, die elektrische Spannung zwischen den Körpern wird zu null. Während der Dauer des Ladungsausgleichs fließt somit Strom durch den Leiter. Die Gesamtladung aller betrachteten Objekte ändert sich dabei aber nicht.